# Слейд, Колин
Колин Ричард Слейд (англ. Colin Richard Slade, родился 10 октября 1987 года в Крайстчерче) — новозеландский регбист, выступающий за французскую команду «Сексьон Палуаз». В прошлом играл за команды «Крусейдерс» и «Кентербери» в Кубке ITM, выступая на разных позициях защитника. Двукратный чемпион мира по регби 2011 и 2015 годов, входит в число двадцати регбистов-двукратных обладателей Кубка мира.

## Игровая карьера

### Молодёжная
Окончил мужскую школу Крайстчёрча, дважды в составе команды школы выигрывал чемпионат страны. Его одноклубниками были будущие игроки сборной Мэтт Тодд и Оуэн Фрэнкс, а также звёзды «Крусейдерс» Наси Ману и Тим Бэйтмен.

### Сборная провинции
В 2008 году в Кубке Air New Zealand Слейд дебютировал за команду провинции Кентербери на позиции первого файва (флай-хава), набрав 86 очков в сезоне. Он прогрессировал и стал вскоре ключевым игроком под номером 10 в составе команды, заменив выбывших Дэна Картера и Стивена Бретта. В 2009 году он занял позицию фуллбэка, так как восстановившийся Бретт снова получил свой 10-й номер. Слейд сыграл 14 матчей в стартовом составе и занёс 4 попытки в сезоне (в том числе две в финале), принеся команде победу в чемпионате провинций.
В 2010 году в Кубке ITM Слейд снова ушёл на позицию первого файва и стал штатным исполнителем ударов. Он набрал 152 очка в 11 матчах, где выходил в стартовом составе, и в гонке бомбардиров уступил только Лачи Манро. При Слейде команда выиграла в третий раз подряд титул, победив в финале «Уайкато» — Слейд занёс попытку в финальной встрече.

### Супер Регби и Европа
По итогам Кубка Air New Zealand 2008 года Слейд привлёк внимание «Крусейдерс» и в 2009 году перешёл в состав клуба под руководством Тодда Блэкэддера, сыграв в Супер 14. Выступая на позиции вингера, он провёл 11 матчей в стартовом составе и полуфинальный матч против «Буллз». В сезоне 2010 он играл на позиции фуллбэка, 20 марта в матче против «Лайонз» набрал 21 очко, а 20 апреля в матче против «Стормерз» занёс первую попытку в своей карьере в Супер Регби. Чтобы получить больше игрового времени на позиции первого файв-эйта, Слейд ушёл в клуб «Хайлендерс», в составе которого должен был выступать в сезоне Супер Регби 2011 года. Однако в предсезонной встрече он получил перелом челюсти и пропустил первые пять встреч турнира. После трёх побед «Хайлендерс» в своём третьем матче он получил второй перелом челюсти и выбил до конца сезона. В марте 2012 года в матче против австралийского клуба «Брамбиз» в Канберре Слейд получил травму ноги, вследствие чего опять выбыл до конца сезона.
После провального сезона 2013 года Слейд вернулся в «Крусейдерс» и занял позицию Дэна Картера и номер 10. Благодаря отличному удару (82 % реализаций) и превосходной форме Слейд принёс 198 очков команде во всех встречах, а Дэн Картер после возвращения всё-таки получил 12-й номер, сохранив 10-й за Слейдом. Клуб дошёл до финала Супер Регби, проиграв «Уаратаз» в Сиднее. В 2015 году «Крусейдерс», несмотря на сохранённый за Слейдом номер 10, вообще не попали в плей-офф. 14 апреля 2015 года Слейд перешёл во французский клуб «Сексьон Палуаз», который вышел из Про Д2 в высший дивизион чемпионата Франции, Топ 14.

### Карьера в сборных
Игравший за сборные до 19 и до 21 года, Колин Слейд стал игроком второй сборной Новой Зеландии, известной как «Джуниор Олл Блэкс». В составе этой команды он выступил на Кубке тихоокеанских наций 2009 года, набрав 30 очков и занеся одну попытку Японии. В Кубке трёх наций он числился в заявке, тренируясь с основным составом Новой Зеландии, однако в матчах так и не принял участия. В 2010 году Слейд был вызван вместо травмировавшегося Картера на финальную игру Кубка трёх наций против Австралии, прошедшую 11 сентября. В этом матче состоялся дебют Слейда: он заменил Аарона Крудена на 60-й минуте.
В июле 2011 года Слейд сыграл в товарищеском матче против Фиджи, занеся попытку, забив два штрафных и четыре реализации. В матче открытия Кубка трёх наций против сборной ЮАР он отличился тем, что занёс шестую попытку сборной, доведя счёт до итогового 40:7. В следующей игре против Австралии он вышел на замену, а в стартовом составе первый раз сыграл в ответном матче против ЮАР, предпоследнем матче Кубка трёх наций. В сентябре того же года Слейд попал в заявку на домашний чемпионат мира: в матче открытия он успешно провёл реализацию, право на которую получил после успешной попытки Ма’а Нону. После того, как Дэн Картер получил травму паха, Слейд был заявлен на замену Картеру на позиции флай-хава до конца чемпионата. В связи с «ужасным» матчем против ЮАР на Кубке трёх наций 2011 года и слишком «примитивной» игрой против Тонга (победа 41:10) на старте чемпионата мира общественность скептически относилась к перспективам Слейда заменить Картера, однако тренер Грэм Генри продолжал доверять Слейду и просил болельщиков поддержать игрока. В матче четвертьфинала против Аргентины (победа 33:10) Слейд получил травму паха и выбыл до конца турнира, однако даже в отсутствие Картера и Слейда сборная сумела дойти до победы на чемпионате.
В 2014 году в матче против сборной ЮАР, известной как «Спрингбокс», на стадионе Эллис Парк Слейд играл на позиции полузащитника, куда был переведён из-за травмы Таверы Керр-Барлоу. В игре Кубка Бледислоу против Австралии, прошедшей в Брисбене в том же году, он успешно провёл реализацию на последней минуте. Слейд выступал также в составе сборной в турне ближе к концу года, сыграв в Кардиффе против Уэльса и выйдя на замену. На чемпионате мира 2015 года Слейд провёл только один матч против Намибии, но снова выиграл чемпионат мира.

## Личная статистика
| Противник | Pld | W  | D | L | Tri | Con | Pen | DG | Pts | %Won  |
| --------- | --- | -- | - | - | --- | --- | --- | -- | --- | ----- |
| Аргентина | 4   | 4  | 0 | 0 | 0   | 1   | 1   | 0  | 5   | 100   |
| Австралия | 5   | 5  | 0 | 0 | 0   | 1   | 0   | 0  | 2   | 100   |
| Канада    | 1   | 1  | 0 | 0 | 0   | 4   | 1   | 0  | 11  | 100   |
| Фиджи     | 1   | 1  | 0 | 0 | 1   | 4   | 2   | 0  | 19  | 100   |
| Франция   | 1   | 1  | 0 | 0 | 0   | 0   | 0   | 0  | 0   | 100   |
| Япония    | 1   | 1  | 0 | 0 | 1   | 9   | 0   | 0  | 23  | 100   |
| ЮАР       | 3   | 1  | 0 | 2 | 1   | 0   | 0   | 0  | 5   | 33.33 |
| Тонга     | 1   | 1  | 0 | 0 | 0   | 1   | 0   | 0  | 2   | 100   |
| Уэльс     | 1   | 1  | 0 | 0 | 0   | 1   | 0   | 0  | 4   | 100   |
| Шотландия | 1   | 1  | 0 | 0 | 0   | 1   | 0   | 0  | 5   | 100   |
| Самоа     | 1   | 1  | 0 | 0 | 0   | 1   | 0   | 0  | 0   | 100   |
| Намибия   | 1   | 1  | 0 | 0 | 0   | 1   | 0   | 0  | 2   | 100   |
| Итого     | 21  | 19 | 0 | 2 | 3   | 24  | 5   | 0  | 78  | 90.4  |

Pld = Сыграно матчей, W = Победы, D = Ничьи, L = Поражения, Tri = Попытки, Con = Реализации, Pen = Штрафные, DG = Дроп-голы, Pts = Очки